# Hockey Club Caux
Le HC Caux est un club de hockey sur glace basé à Caux, qui fait actuellement partie de la commune de Montreux, dans le canton de Vaud, en Suisse. Il a été fondé en 1904.

## Histoire du club
En compagnie des clubs de Vevey, Les Avants, Lausanne, Leysin, Servette, La Villa et de Villars, le HC Caux est à l'origine de la fondation, à Vevey en 1908, de la Ligue suisse de hockey sur glace.

## Bilan saison par saison

### En championnat national suisse
| Saison        | PJ                                                                         | V                                                                          | D                                                                          | N                                                                          | BP                                                                         | BC                                                                         | Issue                                                                      |
| ------------- | -------------------------------------------------------------------------- | -------------------------------------------------------------------------- | -------------------------------------------------------------------------- | -------------------------------------------------------------------------- | -------------------------------------------------------------------------- | -------------------------------------------------------------------------- | -------------------------------------------------------------------------- |
| 1908-1909     | 3                                                                          | 1                                                                          | 2                                                                          | 0                                                                          | ?                                                                          | ?                                                                          | 6e du championnat                                                          |
| 1909-1910     | 1                                                                          | 0                                                                          | 1                                                                          | 0                                                                          | 0                                                                          | 39                                                                         |                                                                            |
| 1910-1911     | ?                                                                          | ?                                                                          | ?                                                                          | ?                                                                          | ?                                                                          | ?                                                                          | ?                                                                          |
| 1911-1912     | ?                                                                          | ?                                                                          | ?                                                                          | ?                                                                          | ?                                                                          | ?                                                                          | ?                                                                          |
| 1912-1913     | ?                                                                          | ?                                                                          | ?                                                                          | ?                                                                          | ?                                                                          | ?                                                                          | ?                                                                          |
| 1913-1914     | Saison annulée à cause du mauvais temps                                    | Saison annulée à cause du mauvais temps                                    | Saison annulée à cause du mauvais temps                                    | Saison annulée à cause du mauvais temps                                    | Saison annulée à cause du mauvais temps                                    | Saison annulée à cause du mauvais temps                                    | Saison annulée à cause du mauvais temps                                    |
| 1914-1915     | Saison annulée à cause de la mobilisation pour la Première Guerre mondiale | Saison annulée à cause de la mobilisation pour la Première Guerre mondiale | Saison annulée à cause de la mobilisation pour la Première Guerre mondiale | Saison annulée à cause de la mobilisation pour la Première Guerre mondiale | Saison annulée à cause de la mobilisation pour la Première Guerre mondiale | Saison annulée à cause de la mobilisation pour la Première Guerre mondiale | Saison annulée à cause de la mobilisation pour la Première Guerre mondiale |
| 1915-1916     | ?                                                                          | ?                                                                          | ?                                                                          | ?                                                                          | ?                                                                          | ?                                                                          | ?                                                                          |
| 1916-1917     | 2                                                                          | 0                                                                          | 1                                                                          | 1                                                                          | 4                                                                          | 6                                                                          | 3e de groupe                                                               |
| 1917-1918     | ?                                                                          | ?                                                                          | ?                                                                          | ?                                                                          | ?                                                                          | ?                                                                          | ?                                                                          |
| 1918-1919     | 2                                                                          | 0                                                                          | 2                                                                          | 0                                                                          | 0                                                                          | 14                                                                         | 3e de groupe                                                               |
| 1919-1920     | ?                                                                          | ?                                                                          | ?                                                                          | ?                                                                          | ?                                                                          | ?                                                                          | ?                                                                          |
| 1920-1921     | ?                                                                          | ?                                                                          | ?                                                                          | ?                                                                          | ?                                                                          | ?                                                                          | ?                                                                          |
| 1921-1922     | ?                                                                          | ?                                                                          | ?                                                                          | ?                                                                          | ?                                                                          | ?                                                                          | ?                                                                          |
| 1922-1923     | ?                                                                          | ?                                                                          | ?                                                                          | ?                                                                          | ?                                                                          | ?                                                                          | ?                                                                          |
| 1923-1924     | ?                                                                          | ?                                                                          | ?                                                                          | ?                                                                          | ?                                                                          | ?                                                                          | ?                                                                          |
| 1924-1925     | ?                                                                          | ?                                                                          | ?                                                                          | ?                                                                          | ?                                                                          | ?                                                                          | Série B                                                                    |
| 1925-1926     | 2                                                                          | 0                                                                          | 1                                                                          | 1                                                                          | 0                                                                          | 1                                                                          | 5e de groupe en Série B                                                    |
| 1926-1927     | 1                                                                          | 0                                                                          | 1                                                                          | 0                                                                          | 1                                                                          | 13                                                                         | Défaite en demi-finale de groupe                                           |
| 1927-1928     | ?                                                                          | ?                                                                          | ?                                                                          | ?                                                                          | ?                                                                          | ?                                                                          | ?                                                                          |
| 1928-1929     | ?                                                                          | ?                                                                          | ?                                                                          | ?                                                                          | ?                                                                          | ?                                                                          | ?                                                                          |
| 1929-1930     | ?                                                                          | ?                                                                          | ?                                                                          | ?                                                                          | ?                                                                          | ?                                                                          | ?                                                                          |
| 1930-1931     | 1                                                                          | 0                                                                          | 1                                                                          | 0                                                                          | 0                                                                          | 3                                                                          | Défaite en demi-finale de groupe en Série B                                |
| 1931-1932     | 2                                                                          | 1                                                                          | 1                                                                          | 0                                                                          | 2                                                                          | 7                                                                          | Défaite en finale de groupe en Série B                                     |
| 1932-1933     | 1                                                                          | 0                                                                          | 1                                                                          | 0                                                                          | 1                                                                          | 9                                                                          | Défaite en quart de finale de groupe                                       |
| 1933-1934     | ?                                                                          | ?                                                                          | ?                                                                          | ?                                                                          | ?                                                                          | ?                                                                          | ?                                                                          |
| 1934-1935     | 4                                                                          | 1                                                                          | 1                                                                          | 2                                                                          | 12                                                                         | 11                                                                         | Défaite en demi-finale de groupe en Série B                                |
| 1935-1936     | 2                                                                          | 2                                                                          | 0                                                                          | 0                                                                          | 11                                                                         | 0                                                                          | Série B                                                                    |
| 1936-1937     | 1                                                                          | 0                                                                          | 1                                                                          | 0                                                                          | 0                                                                          | 3                                                                          | Défaite en groupe en Série B                                               |
| 1937-1938     | 2                                                                          | 0                                                                          | 0                                                                          | 2                                                                          | 4                                                                          | 4                                                                          | 2e de groupe en Série B                                                    |
| 1938-1939     | 4                                                                          | 3                                                                          | 1                                                                          | 0                                                                          | 5                                                                          | 2                                                                          | Défaite en finale romande en Série B                                       |
| 1939-1940     | ?                                                                          | ?                                                                          | ?                                                                          | ?                                                                          | ?                                                                          | ?                                                                          | ?                                                                          |
| 1940-1941     | ?                                                                          | ?                                                                          | ?                                                                          | ?                                                                          | ?                                                                          | ?                                                                          | ?                                                                          |
| 1941-1942     | ?                                                                          | ?                                                                          | ?                                                                          | ?                                                                          | ?                                                                          | ?                                                                          | ?                                                                          |
| 1942-1943     | ?                                                                          | ?                                                                          | ?                                                                          | ?                                                                          | ?                                                                          | ?                                                                          | 2e de groupe en Série B                                                    |
| 1943-1944     | ?                                                                          | ?                                                                          | ?                                                                          | ?                                                                          | ?                                                                          | ?                                                                          | ?                                                                          |
| 1944-1945     | 2                                                                          | 2                                                                          | 0                                                                          | 0                                                                          | 9                                                                          | 3                                                                          | 1er de groupe en Série B                                                   |
| Dès 1945-1946 | Plus d'information ensuite                                                 | Plus d'information ensuite                                                 | Plus d'information ensuite                                                 | Plus d'information ensuite                                                 | Plus d'information ensuite                                                 | Plus d'information ensuite                                                 | Plus d'information ensuite                                                 |

### En championnat international suisse
| Saison    | PJ | V | D | N | BP | BC | Issue                      |
| --------- | -- | - | - | - | -- | -- | -------------------------- |
| 1915-1916 | ?  | ? | ? | ? | ?  | ?  | ?                          |
| 1916-1917 | 3  | 1 | 2 | 0 | 8  | 9  | 2e de groupe               |
| 1917-1918 | ?  | ? | ? | ? | ?  | ?  | ?                          |
| 1918-1919 | 2  | 0 | 2 | 0 | 1  | 12 | 3e de groupe               |
| 1919-1920 | 1  | 0 | 1 | 0 | 0  | 11 | Défaite en quart de finale |
| 1920-1921 | ?  | ? | ? | ? | ?  | ?  | ?                          |
| 1921-1922 | ?  | ? | ? | ? | ?  | ?  | ?                          |
| 1922-1923 | ?  | ? | ? | ? | ?  | ?  | ?                          |
| 1923-1924 | ?  | ? | ? | ? | ?  | ?  | ?                          |
| 1924-1925 | ?  | ? | ? | ? | ?  | ?  | ?                          |
| 1925-1926 | ?  | ? | ? | ? | ?  | ?  | ?                          |
| 1926-1927 | ?  | ? | ? | ? | ?  | ?  | ?                          |
| 1927-1928 | ?  | ? | ? | ? | ?  | ?  | ?                          |
| 1928-1929 | ?  | ? | ? | ? | ?  | ?  | ?                          |
| 1929-1930 | ?  | ? | ? | ? | ?  | ?  | ?                          |
| 1930-1931 | ?  | ? | ? | ? | ?  | ?  | ?                          |
| 1931-1932 | ?  | ? | ? | ? | ?  | ?  | ?                          |
| 1932-1933 | ?  | ? | ? | ? | ?  | ?  | ?                          |